# Gothic 3: Forsaken Gods
Gothic 3: Forsaken Gods je datadisk ke třetímu dílu Gothic série – Gothic 3. Byl vydán 21. listopadu 2008.

## Příběh
Po osvobození Myrtany a omezení vlivu bohů na svět, Bezejmenný a Xardas odešli do jiné dimenze. Ani ne o dva roky později však v Myrtaně vypukla občanská válka, mezi Gornem a Thorusem. Gorn se stal vládcem Gothy a Faringu(z Faringu je v Gothic 3 hlavní cesta do Nordmaru),a zabral tedy celý severovýchod . Tvrdí, že Thorus a skřeti jsou nebezpeční a proto by měli být zničeni jednou provždy. Do své velké armády naverboval dobrovolníky i nedobrovolníky a také najal nordmarské žoldáky.
Na druhé straně válečného pole stojí Thorus a Kan, s městy Trelis, Montera a Cape Dune. Kan, velký vládce všech skřetů se přemístil do Montery, kde musí čelit neustálým útokům Gornových vojsk.V Myrtaně se však vytvoří i mírumilovné frakce, které nechtějí válčit. Mezi ně patří i bývalý vůdce žoldáků Lee, které je nyní správcem říše a pod jeho správu spadá Královské město Vengard a vesnice Ardea. Na druhé straně Myrtany, ve městech Silden a Geldren vládnou bratři Anog a Inog. V této oblasti žijí lidé, kteří nechtějí žádné další války a boje. Rozzuřený hrdina se chce vrátit do Myrtany, protože ho naštvalo, že vše co budoval zničí lidská chamtivost a mocichtivost. Xardas však nesouhlasí s jeho plánem a tak se poprvé za celou sérii dostane s Bezejmenným do křížku. Ve velké bitvě hrdina Xardase porazí(nikoli zabije) a odchází do Myrtany. probouzí se však zesláblý a vyčerpaný nedaleko Sildenu.

## Tvůrci
Za vznik tohoto samostatného datadisku (k jeho spuštění není potřeba Gothic 3) může především Spellbound, ale tvůrci jsou lidé z indického studia Trine Games. Spellbound, který pracuje na dalším pokračování série - Arcania: A gothic tale, si uvědomil, že děje Gothic 3 a 4 jsou příliš odlišné a tak přišel s nápadem datadisku do G3, který by obě hry spojil. Pověřil tedy Trine Games vývojem datadisku. Dal jim instrukce o tom, co se v datadisku stát má a nemá, kdo umřít má a kdo ne. Trine Games tedy svůj úkol splnilo a Spellbound teď dál pracuje na Gothicu 4.